# Marvel NOW!
«Marvel NOW!» (рус. «Чудо СЕЙЧАС!») — название, под которым проходит с октября 2012 года перезапуск старых и запуск новых серий комиксов американского издательства Marvel Comics. В рамках инициативы «Marvel NOW!» были запущены такие серии комиксов, как Uncanny Avengers, All-New X-Men, Avengers Arena, The Superior Spider-Man и многие другие. Последствия событий кроссовера Avengers vs. X-Men повлекли за собой изменения не только статуса-кво вымышленного мира Marvel, но и формата самих публикаций издательства. Как следствие, был модернизирован дизайн персонажей комиксов, добавлены новые сюжетные линии, а также проведена кадровая перетасовка, в результате чего все серии, запущенные или обновлённые под знаком «Marvel NOW!», отданы в руки сценаристов и художников, ранее не работавших над ними. Основной целью инициативы ставится привлечение новых читателей.

## История публикаций
Издательство Marvel впервые объявило о запуске «Marvel NOW!» в июле 2012 года. Главный редактор Marvel Аксель Алонсо назвал инициативу «следующей главой истории вымышленного мира Marvel». Алонсо также пояснил: «С октября по февраль мы предоставим нашим читателям — как новыми, так и старым — повод посещать магазины комиксов каждую неделю: новые номера комиксов, которые будут понятны и интересны всем». Главный творческий директор «Marvel» Джо Кесада подчеркнул, что это вовсе не перезагрузка. Кесада объяснил, что «изменения потерпят такие составляющие комиксов „Marvel“, как статус-кво вымышленного мира и самих персонажей, их костюмы, обложки комиксов, состав творческих коллективов, работающих над комиксами, цифровые аналоги печатных изданий и способы доставки комиксов на дом».

### Новые серии

#### Октябрь 2012 года
«Uncanny Avengers»
«A+X»

#### Ноябрь 2012 года
«All-New X-Men»
«Captain America»
«Deadpool»
«Fantastic Four» и «FF»
«Indestructible Hulk»
«Iron Man»
«Thor: God of Thunder»
«X-Men Legacy»

#### Декабрь 2012 года
«Avengers» и «New Avengers»
«Avengers Arena»
«Cable and X-Force»
«Thunderbolts»

#### Январь 2013 года
«Morbius: The Living Vampire»
Morbius: The Living Vampire от автора Джо Китинга и художника Рича Элсона дебютирует в январе 2013 г. Китинг рассказал, что в комиксе «много хоррор элементов, гораздо больше чем раньше… Это история о людях, которым абсолютно нет места в обществе. Изгои. Люди на задворках. Люди вселенной Marvel, которые слишком странные даже для Людей Икс».. Первый выпуск вышел 2 января 2013 г.
«Savage Wolverine»
«The Superior Spider-Man»
«The Superior Spider-Man» является одной из серий комиксов линейки «Marvel NOW!». Серия станет основной и заменит собой «The Amazing Spider-Man», длившуюся на протяжении 50 лет и насчитывавшую 700 выпусков. Дэн Слотт, сценарист «The Amazing Spider-Man» и «The Superior Spider-Man», рассказал, что в новой серии Человек-паук станет «более мрачным» персонажем с немного изменённым костюмом. Также впоследствии было объявлено, что Человеком-пауком будет вовсе не Питер Паркер.
«Uncanny X-Force»
«Young Avengers»

#### Февраль 2013 года
«Fearless Defenders»
«Daredevil»
Начиная с 23 выпуска Сорвиголова, автором которого, будет по прежнему Марк Уэйд будет выходить под баннером «Marvel NOW!». Уэйд рассказал, что темой комикса будет то, что «У любых действий есть последствия».
«Guardians of the Galaxy»
«Nova»
«Secret Avengers»
«Uncanny X-Men»

#### Март 2013 года
«Wolverine»

### Другие серии
«Avengers Assemble»
«Journey into Mystery»
«Red She-Hulk»
«Wolverine and the X-Men»

### Одиночные спецвыпуски
«Marvel NOW! Point One»